# Alloplasta pilosa
Alloplasta pilosa är en stekelart som först beskrevs av Cameron 1903.  Alloplasta pilosa ingår i släktet Alloplasta och familjen brokparasitsteklar. Inga underarter finns listade i Catalogue of Life.